# Karl Jarres
Pour les articles homonymes, voir Jarres.
Karl Jarres est un homme politique allemand, né le 21 septembre 1874 à Remscheid (Empire allemand) et mort le 20 octobre 1951 à Duisbourg (RFA).
Membre du Parti populaire allemand (le DVP), il est ministre de l'Intérieur de 1923 à 1924.

## Biographie
Après avoir passé son baccalauréat au lycée d'Elberfeld, Jarres étudie le droit à Bonn, Berlin, Londres et Paris. Il est membre de la Burschenschaft Alemannia Bonn depuis 1894 et de la Burschenschaft Alemannia Münster depuis 1919.
Karl Jarres est le candidat du Parti populaire allemand à l'élection présidentielle allemande de 1925 mais, après être arrivé en tête au premier tour, il se retire au second tour pour soutenir le maréchal Hindenburg.